# 真田賴昌
真田賴昌（平假名：さなだよりまさ，？—1523年3月31日），是室町時代後期（戰國時代初期）的信濃國豪族。現代他被推定為真田氏的祖先。雖然有多種說法，但據說他是真田綱吉、真田幸隆、矢澤賴綱、常田隆永、鎌原幸定等人的父親。